# Spring Valley (Washington, D.C.)
Spring Valley ist ein Stadtviertel im Nordwesten der amerikanischen Hauptstadt Washington, D.C., das hauptsächlich als Wohngebiet dient. Für die gut fünftausend, eher wohlhabenderen Einwohner, die zumeist in sehr gepflegten Eigenheimen hier wohnen, gibt es auch Einkaufsmöglichkeiten, Cafés, Restaurants und Parks.
Begrenzt wird das Viertel im Nordosten durch die schnurgerade verlaufende Massachusetts Avenue, im Westen durch den Dalecarlia Parkway und im Süden durch die Loughborough Road, die in die Nebraska Avenue übergeht und am Ward Circle, einem Kreisverkehr, auf die Massachusetts Avenue trifft. Hier, im Osten von Spring Valley, liegt der Großteil des Campus der American University, einer 1893 gegründeten Privatuniversität.

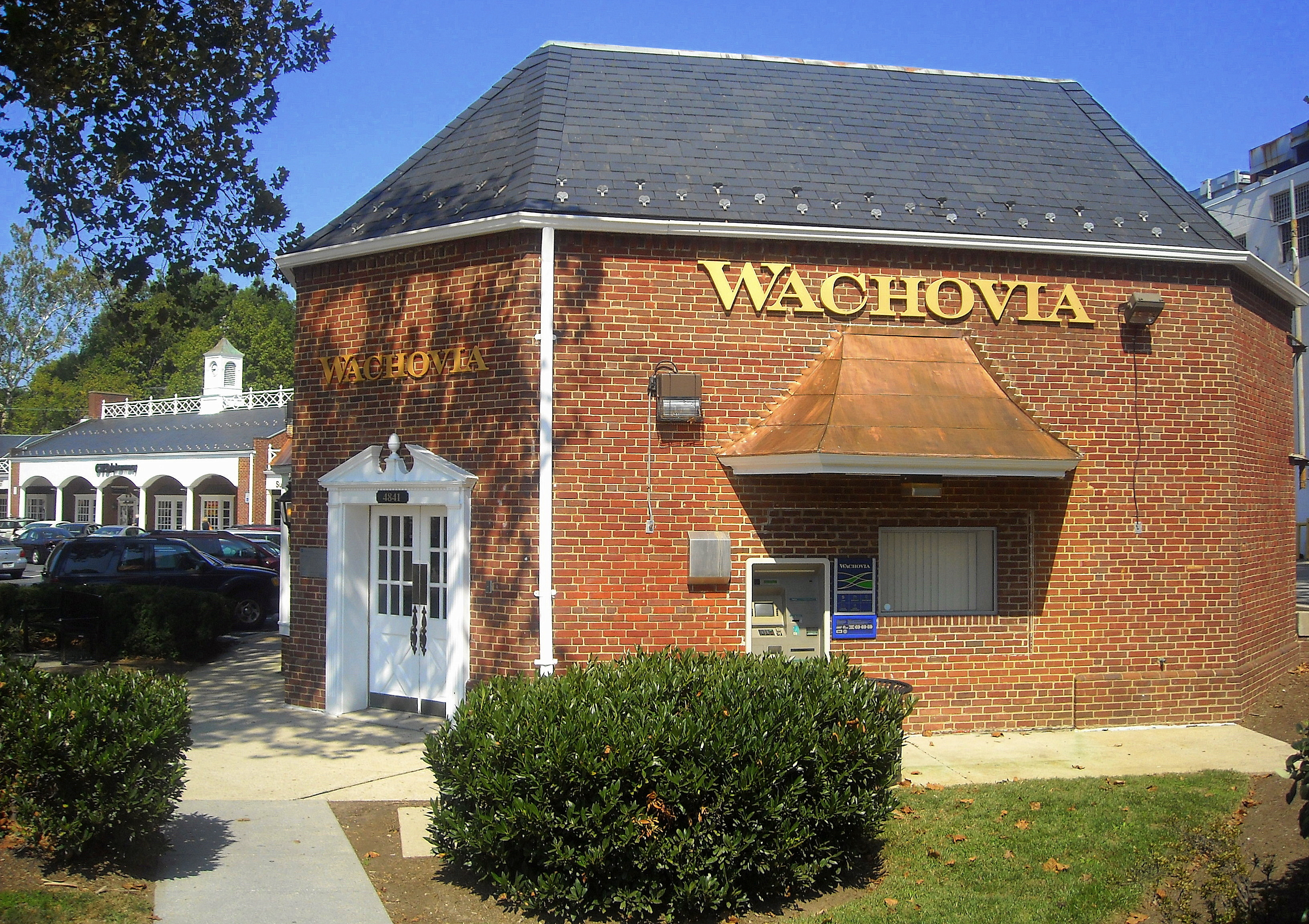
Einkaufszentrum an der Massachusetts Avenue
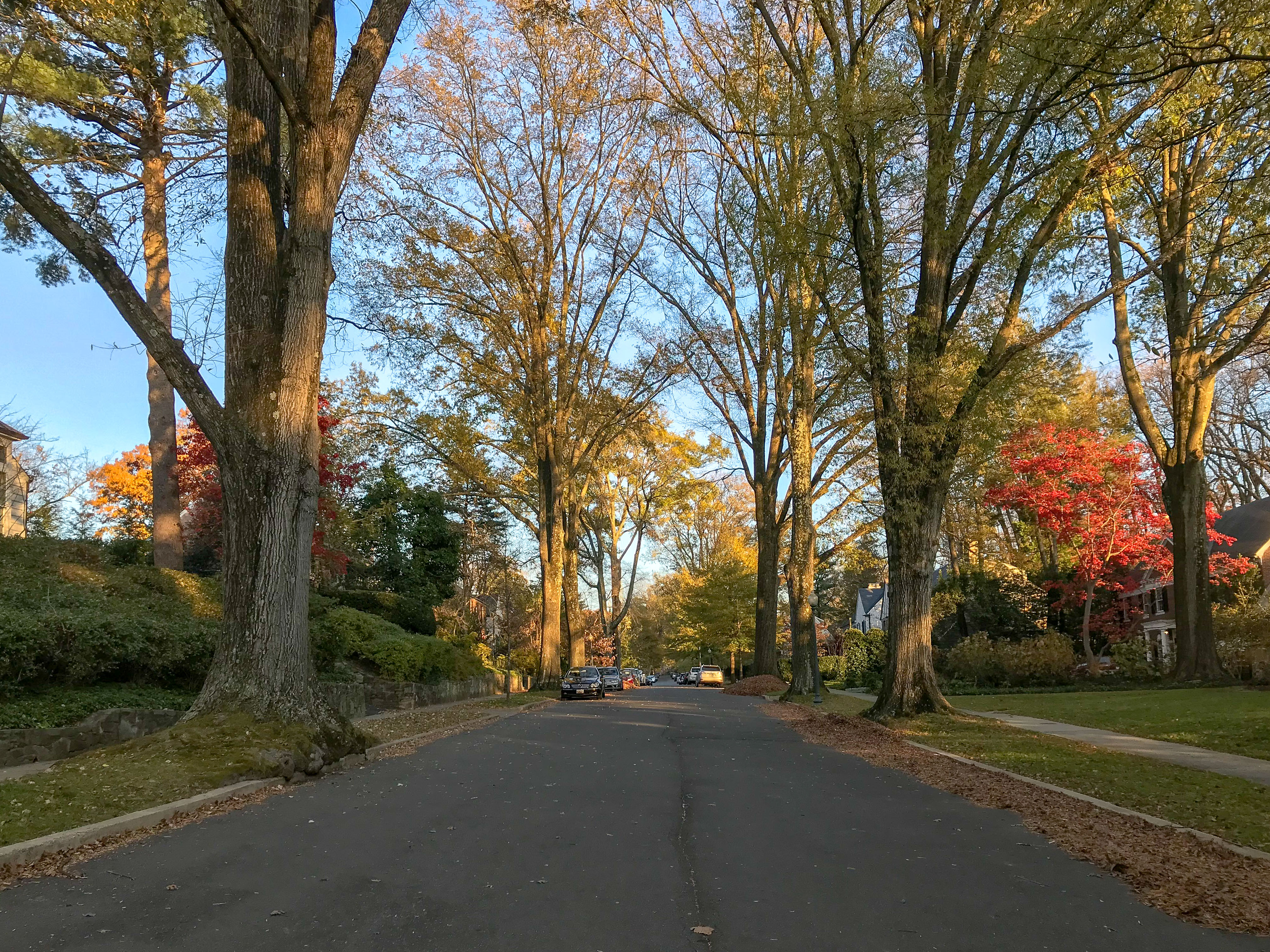
Die Rodman Street verläuft in ost-westlicher Richtung mitten durch Spring Valley
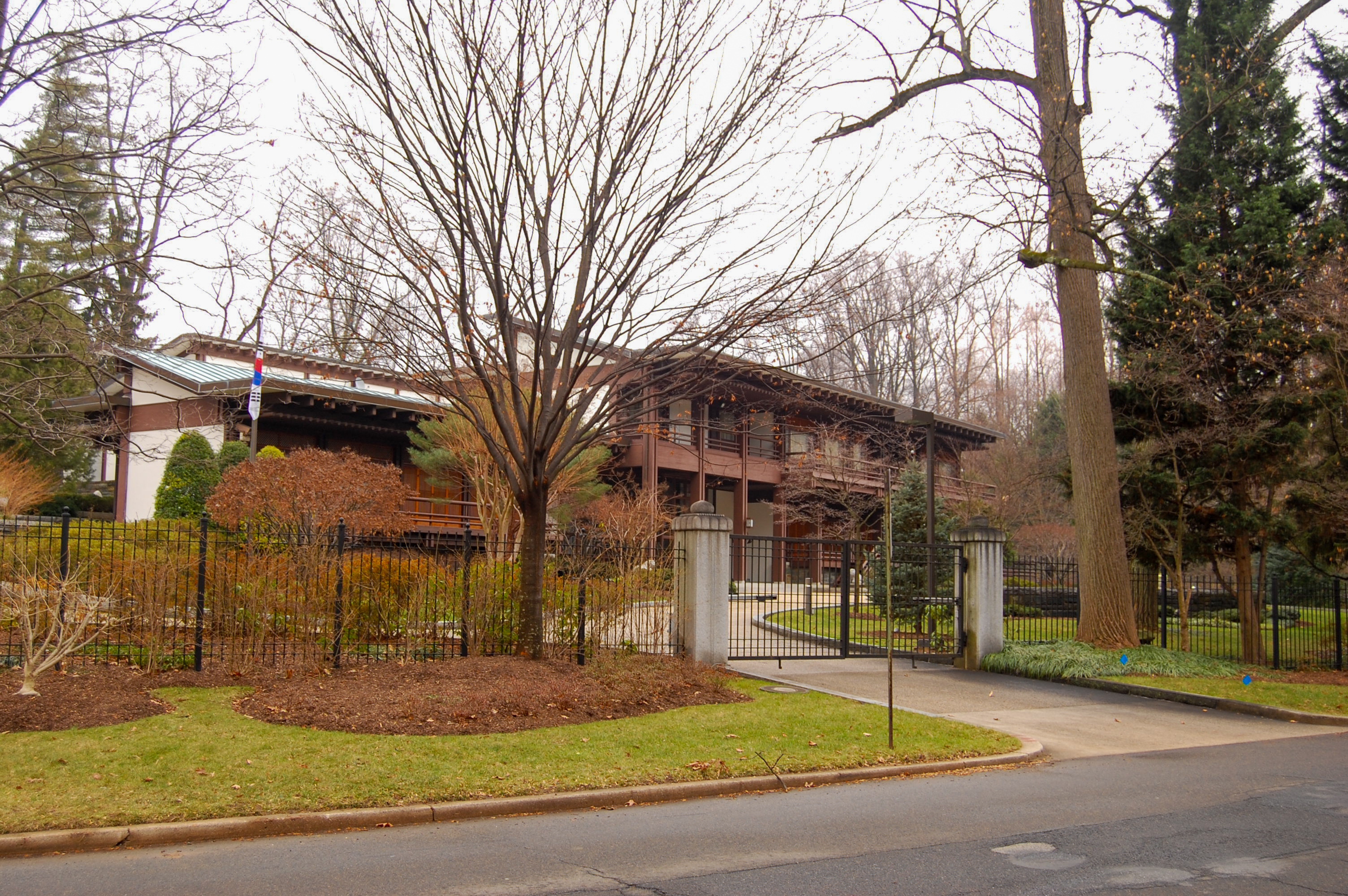
Residenz des südkoreanischen Botschafters
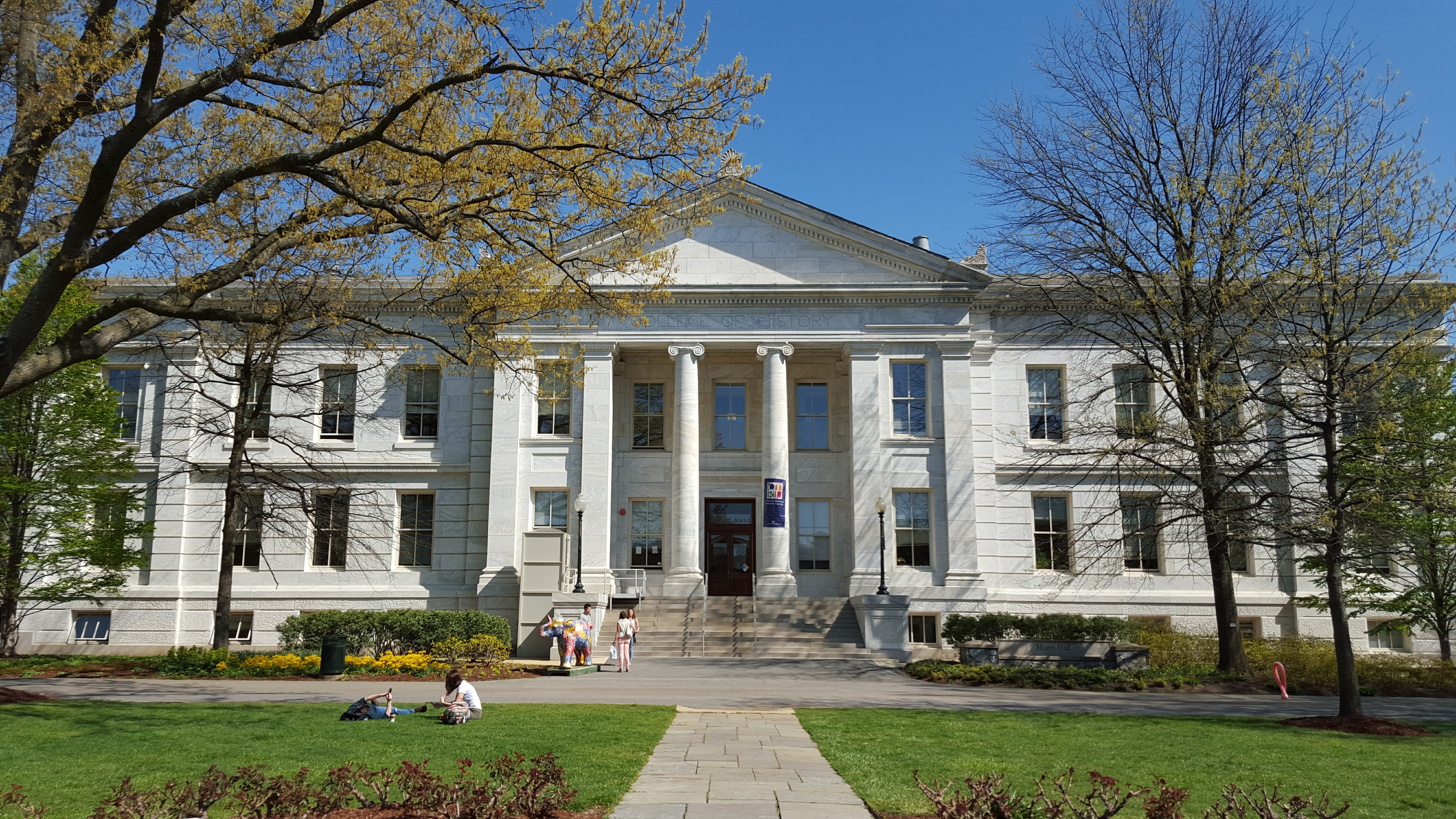
Die Hurst Hall ist Teil der American University